# Salebria centersurnella
Salebria centersurnella är en fjärilsart som beskrevs av Jacob Hübner. Salebria centersurnella ingår i släktet Salebria och familjen mott. Inga underarter finns listade i Catalogue of Life.